# Venère
Venère là một xã ở tỉnh Haute-Saône trong vùng Franche-Comté phía đông Pháp. Xã có diện tích 7,96 km², dân số năm 2006 là 154 người. Khu vực này có độ cao từ 215-261 mét trên mực nước biển.